# Panazol
Panazol est une commune française du département de la Haute-Vienne (87) située dans la banlieue Est de Limoges, en région Nouvelle-Aquitaine.
Ses habitants sont appelés les Panazolais(es).
Panazol est la 3e ville du département par sa population après Limoges et Saint-Junien.
Après Limoges, qu'elle borde en limite orientale séparée par la Vienne, Panazol est la plus peuplée des communes de l'unité urbaine de Limoges, avec plus de 11 000 habitants. Elle possède une démographie dynamique, et son plan est caractérisé par un urbanisme moderne et récent, privilégiant les logements et les services et les installations industrielles et commerciales.

## Localisation
- 1Carte dynamique
- 2Carte OpenStreetMap
- 3Carte topographique
- 4Carte avec les communes environnantes

La commune de Panazol est située sur la N 141 (devenue RD 941 en 2006), à l'Est de Limoges, sur la route de Clermont-Ferrand, dont elle est distante de 170 km en passant par Saint-Léonard-de-Noblat située à 17 km, Bourganeuf et Aubusson à 83 km.
Elle est bordée au Nord et à l'Ouest par la Vienne et au Sud par l'Auzette.

### Communes limitrophes
Panazol est limitrophe de quatre autres communes.
Les communes limitrophes sont  Feytiat, Le Palais-sur-Vienne, Limoges et Saint-Just-le-Martel.
|         | Le Palais-sur-Vienne |                      |
| Limoges | Panazol              | Saint-Just-le-Martel |
|         | Feytiat              |                      |

## Géographie
La commune de Panazol est établie entre deux vallées, qui par leur morphologie relativement encaissée, rappellent que la commune est en bordure du plateau limousin, et offrent par la même occasion de nombreux promontoires sur Limoges. Au Nord, celle de la Vienne, qui sépare Panazol d'une partie des communes de Limoges et du Palais-sur-Vienne. Au Sud, celle de l'Auzette, qui la sépare de la commune de Feytiat.
L'altitude minimale de la commune est de 217 m, où la Vienne traverse la commune de Limoges. Son altitude maximale est de 351 m, à l'Est de la commune, près de Saint-Just-le-Martel, à proximité du lieu-dit le Buisson. L'altitude de la mairie est de 285 m, celle de la place de la République 301 m.
Le territoire communal est partagé en deux ensembles aux limites floues : à l'Est, les espaces agricoles, les prairies, les bois, et à l'Ouest, les espaces bâtis. Cette limite est fluctuante car l'urbanisation de la ville tend à s'étendre sur l'espace naturel.

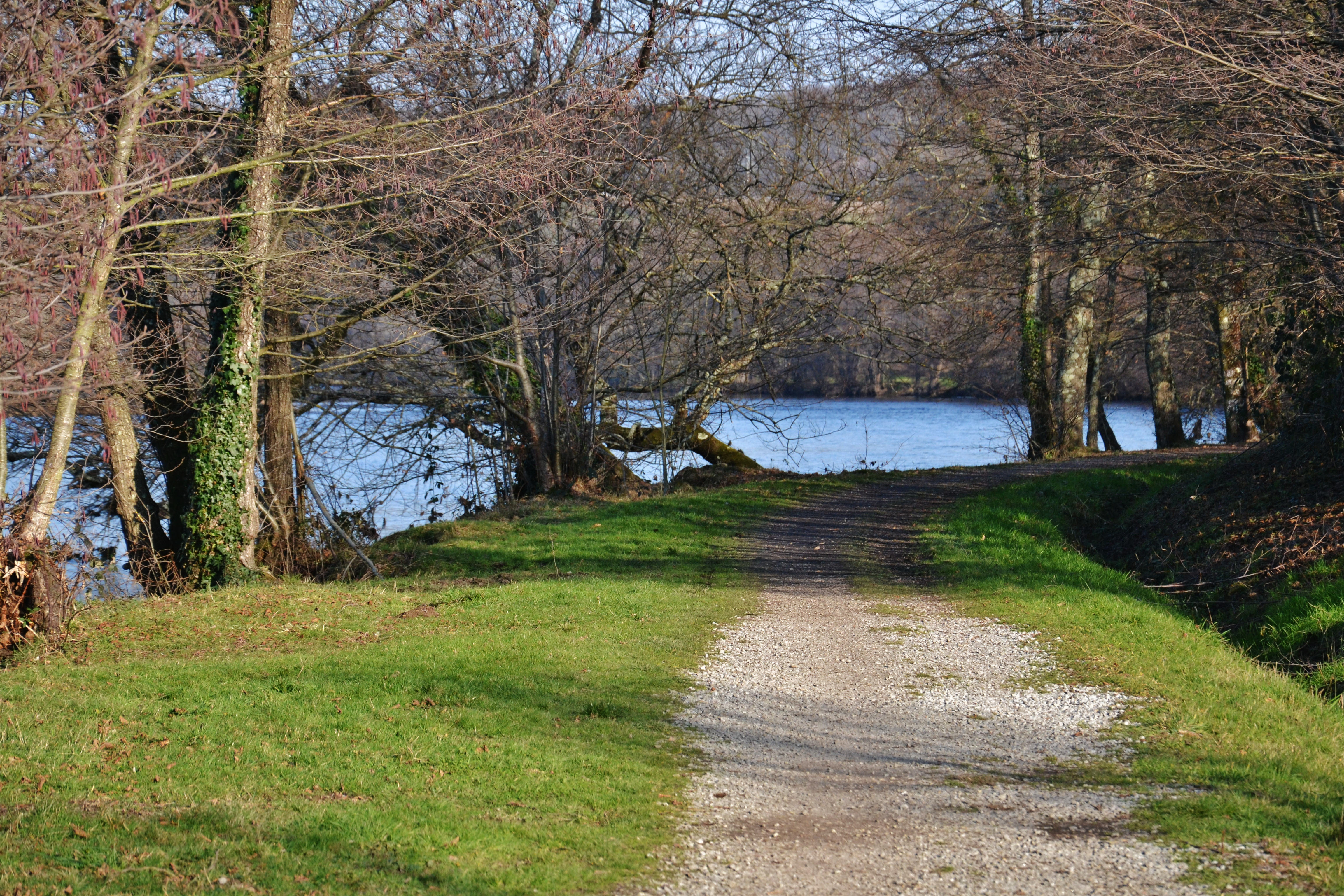
Chemin longeant la Vienne.
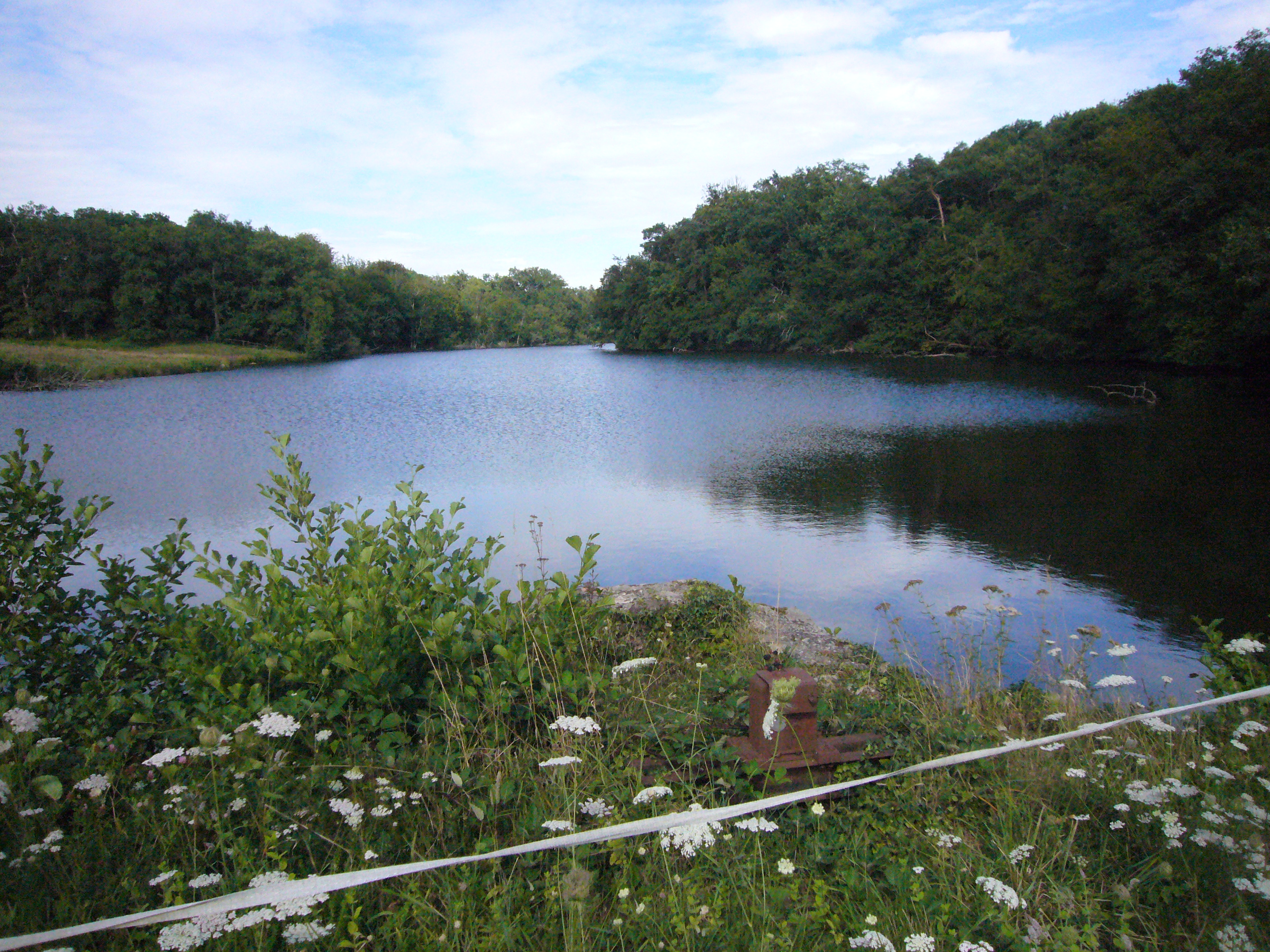
L'étang de Cordelas, vue vers l'Est traversé par l'Auzette.

### Climat
Pour des articles plus généraux, voir Climat de la Nouvelle-Aquitaine et Climat de la Haute-Vienne.
Historiquement, la commune est exposée à un climat océanique limousin.
En 2020, Météo-France publie une typologie des climats de la France métropolitaine dans laquelle la commune est exposée à un climat océanique altéré et est dans la région climatique  Ouest et nord-ouest du Massif Central, caractérisée par une pluviométrie annuelle de 900 à 1 500 mm, maximale en automne et en hiver.
Pour la période 1971-2000, la température annuelle moyenne est de 11,4 °C, avec une amplitude thermique annuelle de 15 °C. Le cumul annuel moyen de précipitations est de 993 mm, avec 13,2 jours de précipitations en janvier et 7,5 jours en juillet. Pour la période 1991-2020, la température moyenne annuelle observée sur la station météorologique la plus proche, située sur la commune de Limoges à 4,84 km à vol d'oiseau, est de 11,8 °C et le cumul annuel moyen de précipitations est de 1 018,0 mm,. Pour l'avenir, les paramètres climatiques de la commune estimés pour 2050 selon différents scénarios d’émission de gaz à effet de serre sont consultables sur un site dédié publié par Météo-France en novembre 2022.

## Urbanisme

### Typologie
Au 1er janvier 2024, Panazol est catégorisée grand centre urbain, selon la nouvelle grille communale de densité à sept niveaux définie par l'Insee en 2022.
Elle appartient à l'unité urbaine de Limoges, une agglomération intra-départementale regroupant dix  communes, dont elle est une commune de la banlieue,,. Par ailleurs la commune fait partie de l'aire d'attraction de Limoges, dont elle est une commune du pôle principal,. Cette aire, qui regroupe 127 communes, est catégorisée dans les aires de 200 000 à moins de 700 000 habitants,.

### Occupation des sols
L'occupation des sols de la commune, telle qu'elle ressort de la base de données européenne d’occupation biophysique des sols Corine Land Cover (CLC), est marquée par l'importance des territoires agricoles (46,7 % en 2018), en diminution par rapport à 1990 (57,3 %). La répartition détaillée en 2018 est la suivante : 
zones urbanisées (29,2 %), zones agricoles hétérogènes (27,7 %), prairies (17,1 %), forêts (15,4 %), espaces verts artificialisés, non agricoles (4,3 %), zones industrielles ou commerciales et réseaux de communication (2,3 %), terres arables (1,9 %), milieux à végétation arbustive et/ou herbacée (1,1 %), eaux continentales (0,9 %). L'évolution de l’occupation des sols de la commune et de ses infrastructures peut être observée sur les différentes représentations cartographiques du territoire : la carte de Cassini (XVIIIe siècle), la carte d'état-major (1820-1866) et les cartes ou photos aériennes de l'IGN pour la période actuelle (1950 à aujourd'hui).

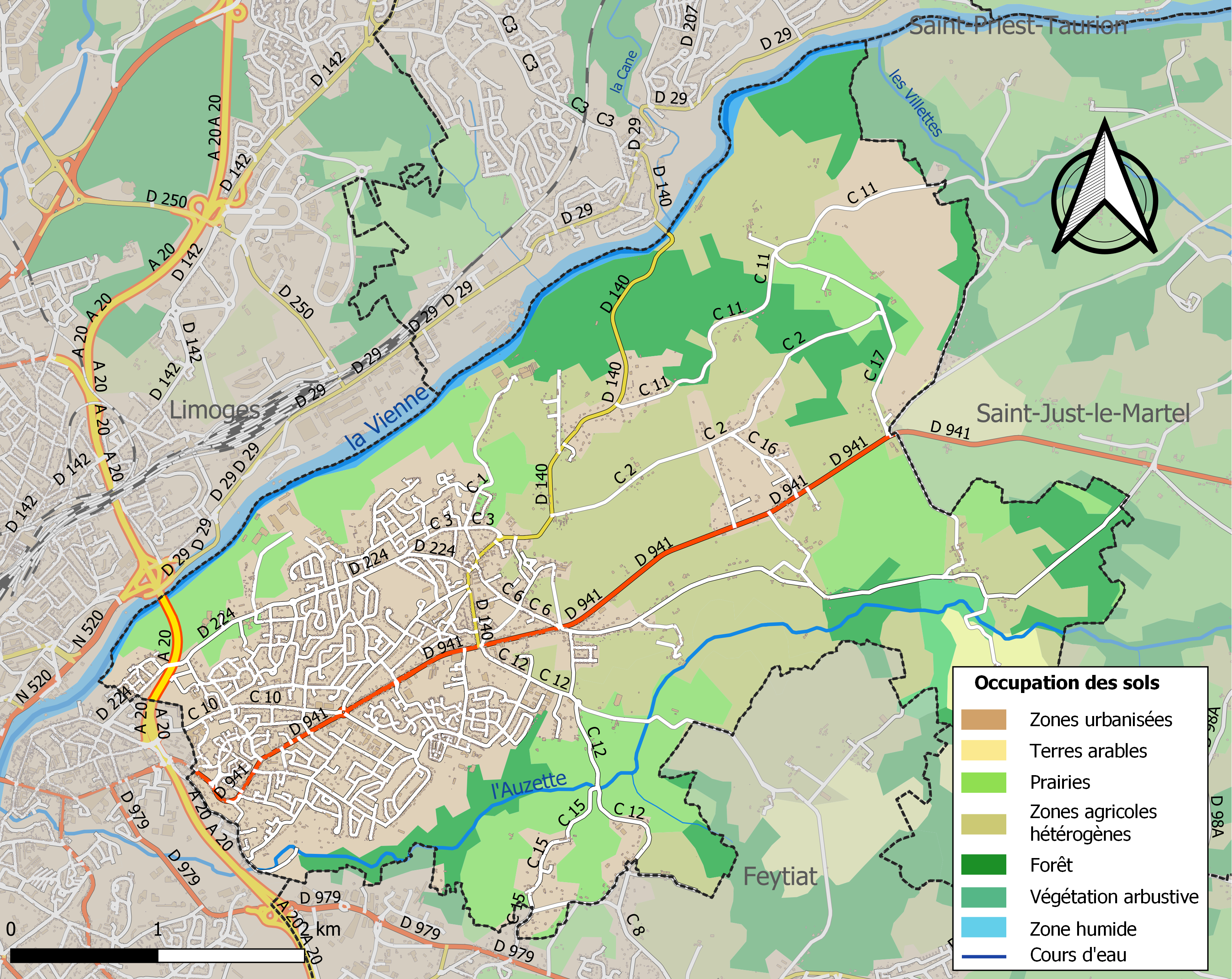
Carte des infrastructures et de l'occupation des sols de la commune en 2018 (CLC).
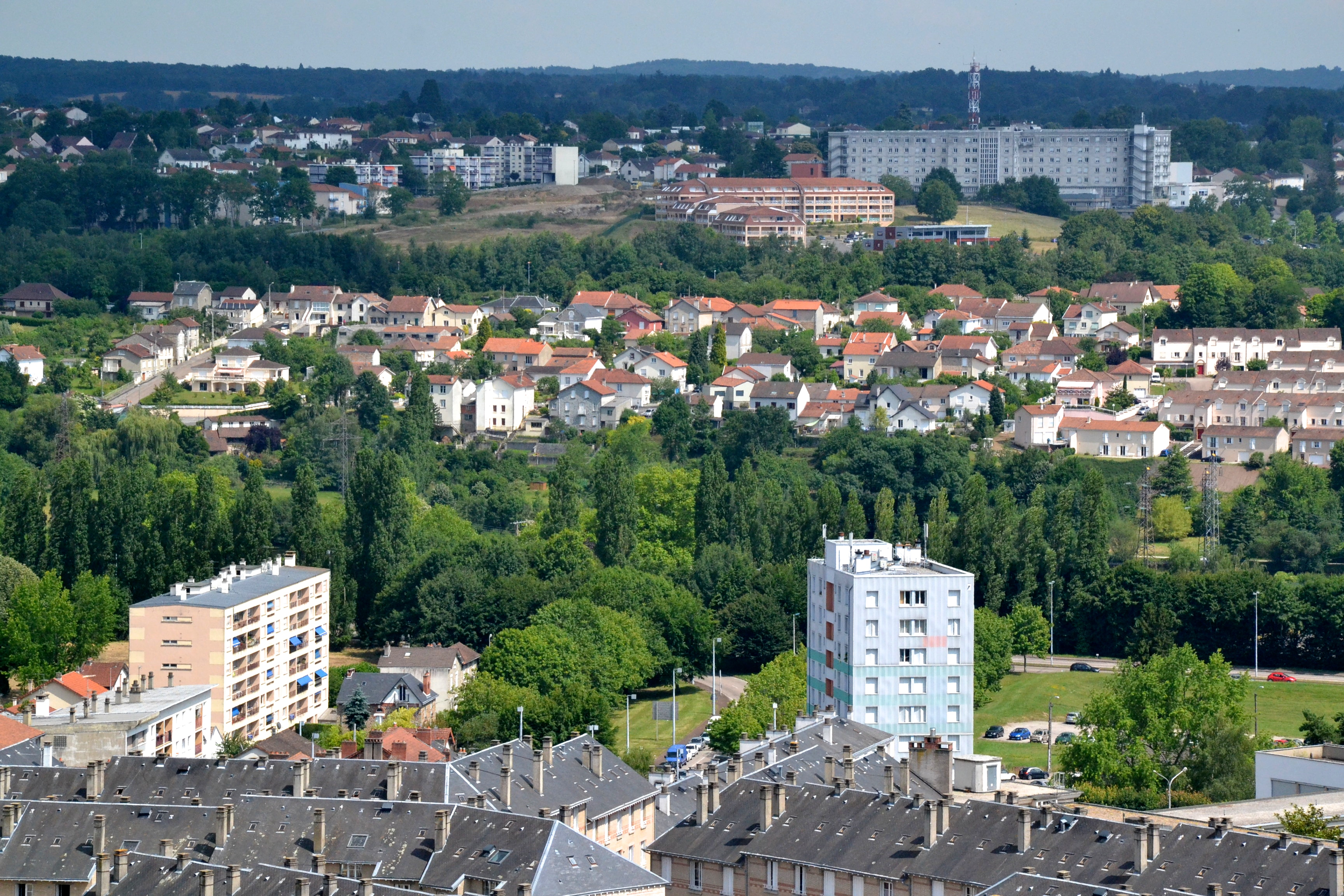
Panazol et le quartier pavillonnaire de Soudanas vus depuis le campanile de la gare de Limoges-Bénédictins.

### Morphologie urbaine
Panazol est une commune souvent qualifiée de « ville-dortoir ». Première commune de l'agglomération limougeaude par sa population (plus de 10 000 habitants), son urbanisme est caractéristique : logements répartis en lotissements récents, essentiellement des années 1980 à 2000, centres commerciaux et zones industrielles.

### Logement
Du fait de la persistance d'un habitat assez classique et de zones résidentielles espacées, malgré le développement de grands quartiers plus populaires et plus modernes, le nom de Panazol reste parfois accolé à celui d'une banlieue plutôt aisée et toujours prisée. Les terrains à construire y sont de plus en plus chers et rares, malgré l'importante création de lotissements. Cette hausse des prix doit aussi son origine à la proximité de l'autoroute A 20, qui a par ailleurs dopé la démographie de toutes les communes haut-viennoises qui la bordent.
Évolution du nombre de logements toutes catégories :
| Année | Nombre |
| ----- | ------ |
| 1968  | 1112   |
| 1975  | 1794   |
| 1982  | 2635   |
| 1990  | 3213   |
| 1999  | 3864   |
| 2007  | 4253   |

### Aménagements récents

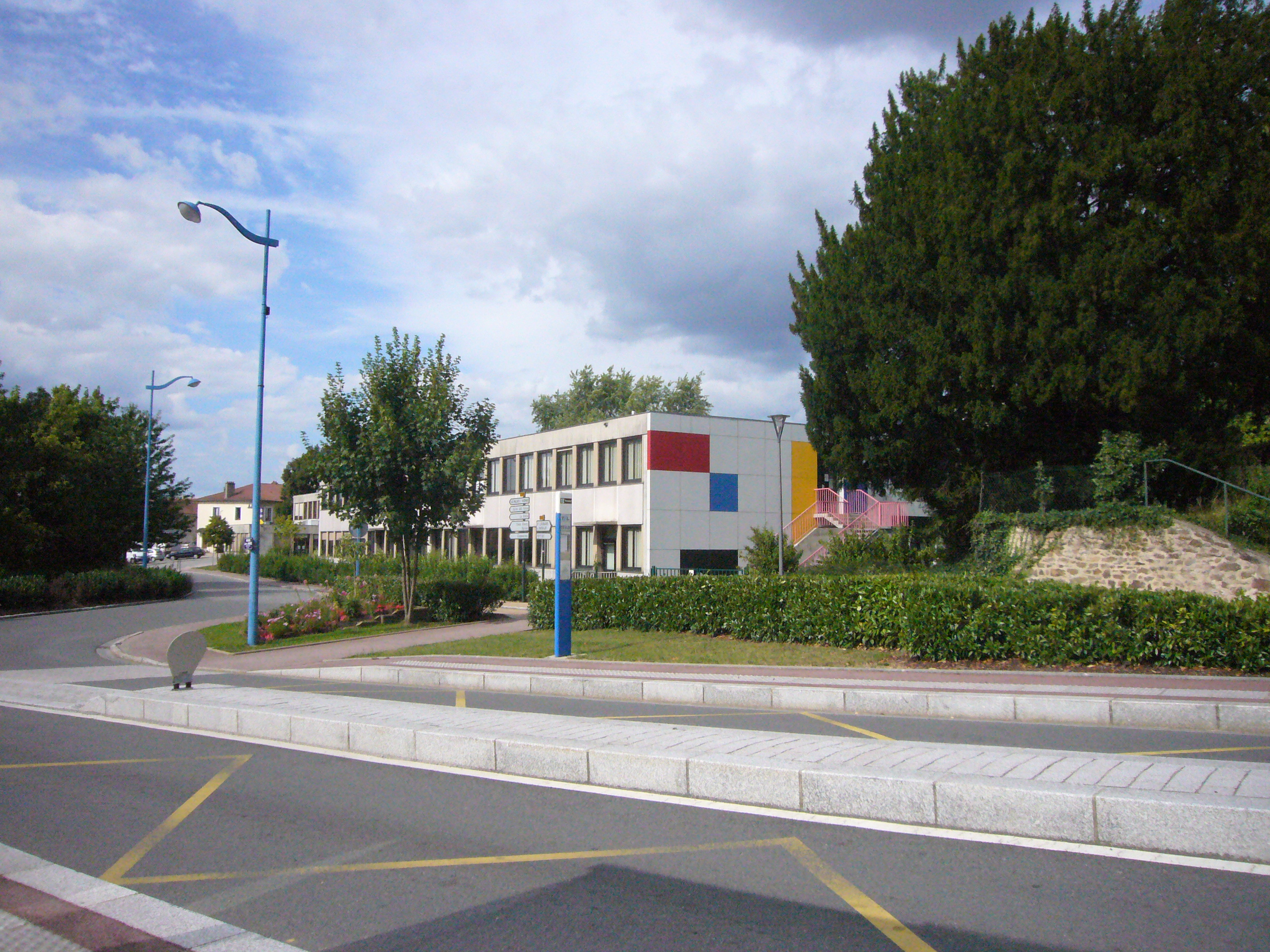
Aménagement de la voirie près de l'école élémentaire avenue Jean-Jaurès.

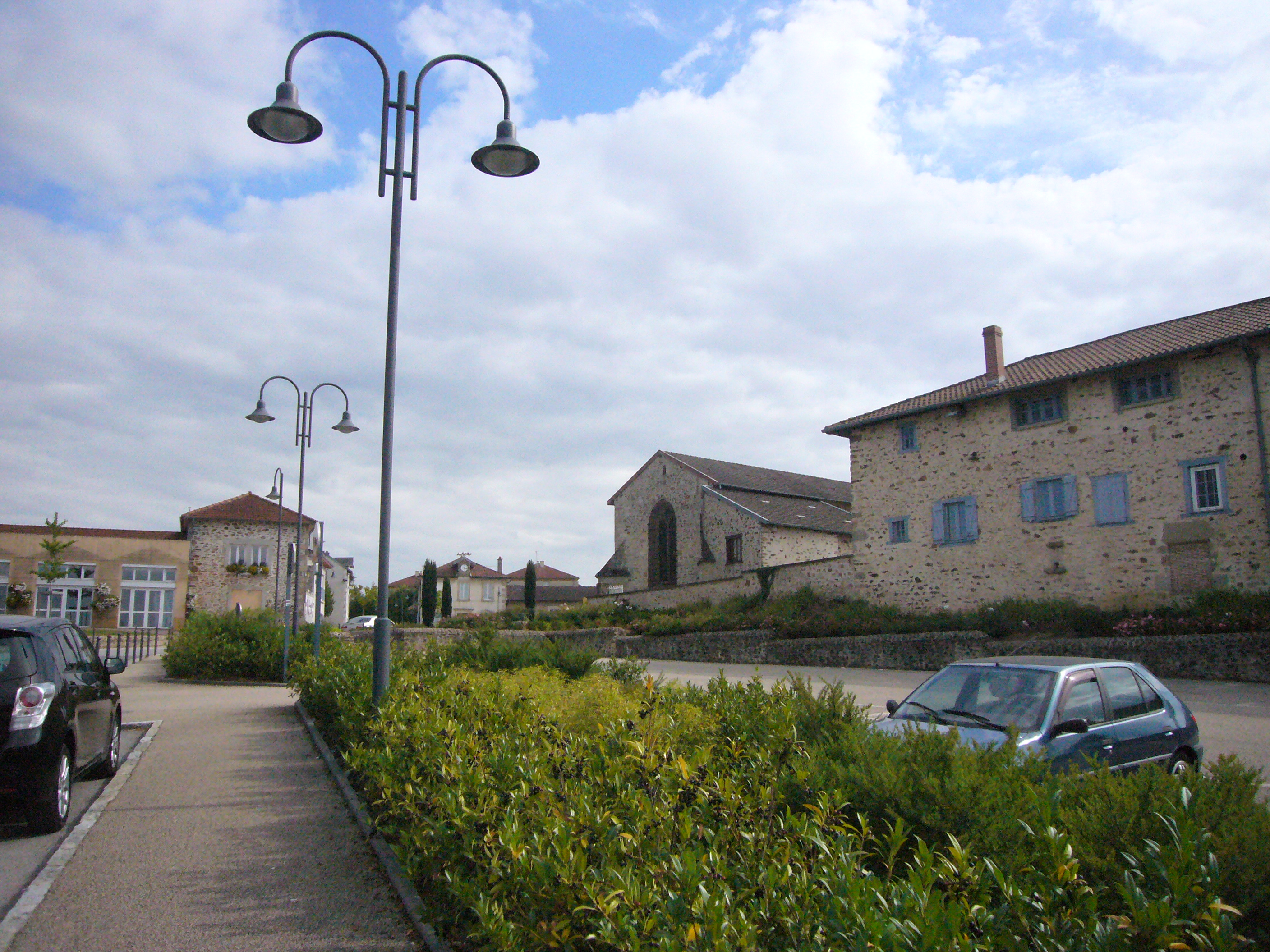
Vue partielle sur le centre-bourg.

En 2004, de grands travaux de restructuration du centre-bourg ont été engagés. Un passage sécurisé pour les écoles a été créé, l'avenue Jean-Jaurès, avec mise en place de mats à fleurs, le carrefour de l'avenue Jean-Jaurès et de l'avenue Pierre-Guillot, avec création d'un nouvel arrêt d'autobus sécurisé pour l'école ont été réaménagés. Les parkings du Presbytère ont été réhabilités, la place de la République a été restructurée et mise en valeur de manière différente (nouvelle fontaine, éclairage, utilisation de la pierre, réfection du monument aux morts…).
Avec la présentation de son plan pluriannuel d'investissement en 2009, la municipalité de Jean-Paul Duret a montré sa volonté de conduire la réalisation de projets d'envergure pour la commune, mettant en évidence un choix de développement culturel, avec l'ouverture en octobre 2012 de la nouvelle médiathèque (inaugurée le 14 mars 2013 par Claude Bartolone), et à plus long terme d'un réaménagement du conservatoire municipal et la construction d'une salle de spectacles. Cette salle multifonctionnelle, baptisée « Le Rok », est inaugurée en 2021.

### Risques majeurs
Le territoire de la commune de Panazol est vulnérable à différents aléas naturels : météorologiques (tempête, orage, neige, grand froid, canicule ou sécheresse), inondations et séisme (sismicité faible). Il est également exposé à deux risques technologiques, le transport de matières dangereuses et la rupture d'un barrage, et à un risque particulier : le risque de radon. Un site publié par le BRGM permet d'évaluer simplement et rapidement les risques d'un bien localisé soit par son adresse soit par le numéro de sa parcelle.

#### Risques naturels
Certaines parties du territoire communal sont susceptibles d’être affectées par le risque d’inondation par débordement de cours d'eau, notamment la Vienne et l'Auzette. La commune a été reconnue en état de catastrophe naturelle au titre des dommages causés par les inondations et coulées de boue survenues en 1982, 1990, 1993, 1997, 1999, 2007, 2011 et 2016,. Le risque inondation est pris en compte dans l'aménagement du territoire de la commune par le biais des plans de prévention des risques inondation (PPRI) « Auzette », approuvé le 23 janvier 2009 et « Vienne du Palais à Beynac », approuvé le 18 mai 2005.

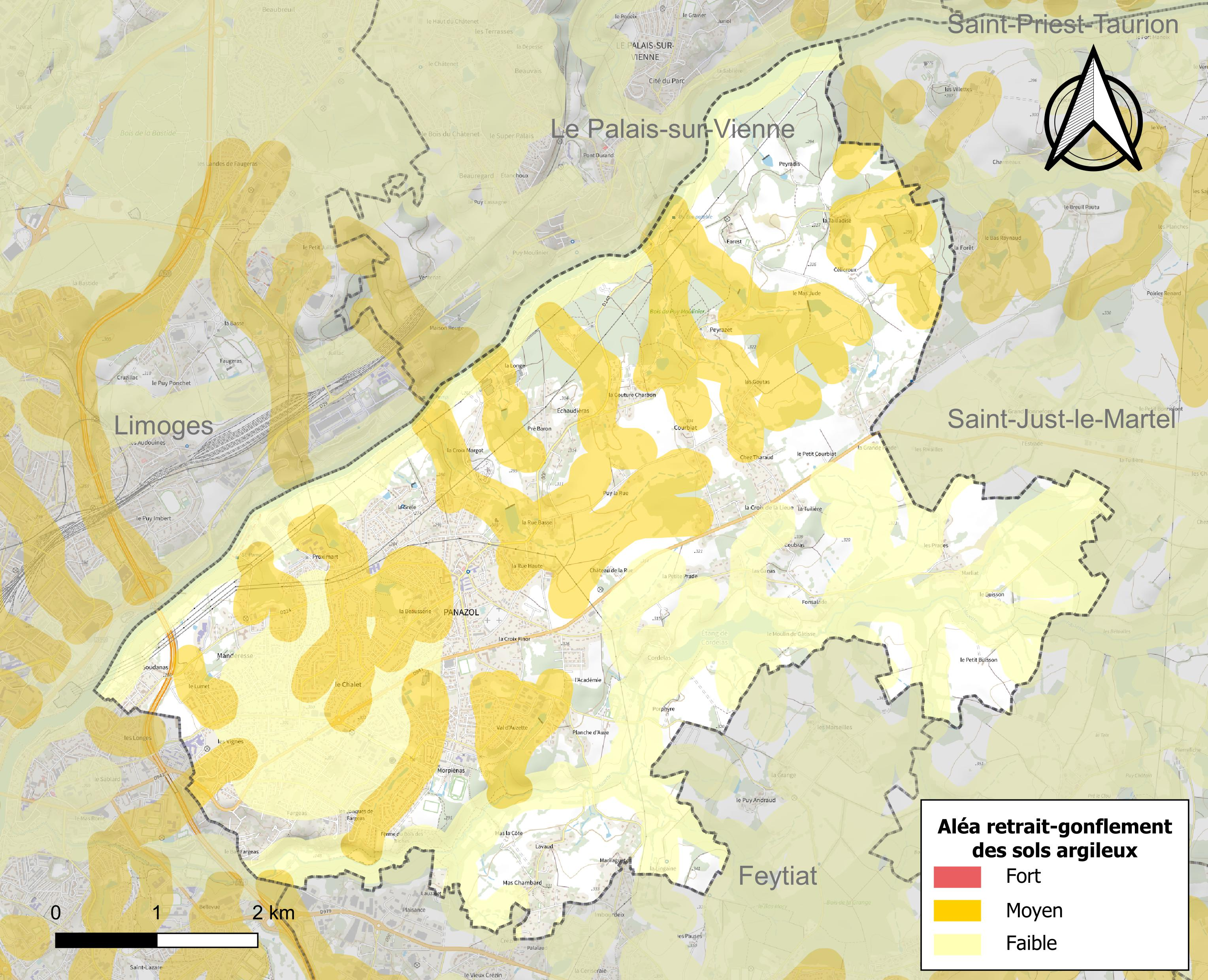
Carte des zones d'aléa retrait-gonflement des sols argileux de Panazol.

Le retrait-gonflement des sols argileux est susceptible d'engendrer des dommages importants aux bâtiments en cas d’alternance de périodes de sécheresse et de pluie. 30,7 % de la superficie communale est en aléa moyen ou fort (27 % au niveau départemental et 48,5 % au niveau national métropolitain). Depuis le 1er octobre 2020, en application de la loi ÉLAN, différentes contraintes s'imposent aux vendeurs, maîtres d'ouvrages ou constructeurs de biens situés dans une zone classée en aléa moyen ou fort,.
La commune a été reconnue en état de catastrophe naturelle au titre des dommages causés par la sécheresse en 2019 et par des mouvements de terrain en 1999.

#### Risque technologique
La commune est en outre située en aval des barrages de Lavaud-Gelade, dans la Creuse, de Saint-Marc et de Vassivière, des ouvrages de classe A. À ce titre elle est susceptible d’être touchée par l’onde de submersion consécutive à la rupture de cet ouvrage.

#### Risque particulier
Dans plusieurs parties du territoire national, le radon, accumulé dans certains logements ou autres locaux, peut constituer une source significative d’exposition de la population aux rayonnements ionisants. Selon la classification de 2018, la commune de Panazol est classée en zone 3, à savoir zone à potentiel radon significatif.

## Histoire

### Préhistoire et Antiquité
Si la Préhistoire (exception faite de la hache en diorite retrouvée sur les bords de Vienne en 1903) semble avoir laissé peu de traces à Panazol, des vestiges gallo-romains mis au jour près du hameau de Manderesse (tuiles, fragments de bronze et de céramique) et de la côte de Saint-Léonard corroborent la forte présence humaine à cette époque dans la région, entre la puissante cité d'Augustoritum et l'oppidum de Villejoubert. Par ailleurs, la via Agrippa, qui reliait Lyon (Lugdunum) à Saintes (Mediolanum Santonum) via Cassinomagus, Limoges et Augustonemetum (Clermont), devait sans doute passer par Panazol.

### Moyen Âge
Panazol est situé sur la rive gauche de la Vienne, en face du site de Le Palais-sur-Vienne, qui correspond à l'emplacement de l'ancien palais carolingien de Jocondiac. Panazol pourrait être un dérivé toponymique de Palaciolo, "Petit Palais" et serait, selon cette hypothèse à mettre en rapport avec le palais carolingien de Jocondiac attesté entre 794 et 832, au moins. Le roi Pépin 1er d'Aquitaine a émis à la fin de l'année 837 un diplôme depuis un lieu nommé Palaciolo qui pourrait être Panazol.
C'est sous la prévôté dépendant de l'abbaye Saint-Martial de Limoges, premier degré de la justice royale, à la fin du XIe siècle, qui fut fondée la première église romane de Panazol. Ladite prévôté fut réunie à celle des Seychères (paroisse d'Aureil, petit village situé à quelques kilomètres au sud-est de Panazol), en 1608.
Le bourg commence à prendre de l'importance par le passage de la via Lemovicensis, une des routes de pèlerinage vers Saint-Jacques-de-Compostelle.
Pendant la guerre de Cent Ans, on raconte que les habitants du village auraient repoussé les attaques du prince Noir et de ses troupes par l'utilisation de petites massues en aulne, les « massottes », qui ont donné leur nom à une rue et à la grande fête communale, et qui apparaissent sur le blason de Panazol,.
Les registres consulaires rapportent que les consuls de Limoges, installés dans l'enceinte du château, se réunissaient parfois à Panazol pour y tenir leur cour de Justice. On sait aussi qu'Éléonore de Habsbourg, reine de France par son mariage en 1530 avec François Ier, effectua une visite à Panazol. Son passage est rappelé par l'installation d'une croix au carrefour de l'avenue Léon-Blum et de la rue Pierre-Cot. Deux chapelles sont édifiées, l'une, la Bonne-Doune, et l'autre la chapelle Pabot.

### Période moderne
Forte de 154 feux en 1680, la paroisse de Panazol est marquée au XVIIIe siècle par l'action des intendants du roi, qui installent notamment une Société d'agriculture à Limoges, en 1759, dont l'influence pèse sur Panazol, par l'acquisition du domaine de Cordelas, devant servir d'« école d'expérience ».
La première municipalité fut élue le 7 mars 1790, alors que Panazol compte 450 habitants. C'est Léonard Soudanas qui devient le premier citoyen maire de Panazol. La Révolution à Panazol est aussi marquée par le départ en 1791 du curé Jarrit-Dutheil, qui juge l'adoption de la Constitution contradictoire avec l'autorité de l'Église. En 1793, on procédait à l'élection du contingent que la municipalité se devait de fournir pour défendre la patrie.
En 1795, Panazol est proclamée chef-lieu d'un canton regroupant les communes de Condat, Couzeix, Isle, Bosmie, Le Palais et Saint-Just. Dès lors, celle qu'on appelle municipalité cantonale se réunit à Panazol, sous la présidence du citoyen Maisonneuve.

## Toponymie

### Origine
L'origine du nom de la commune reste obscure. Ainsi, plusieurs hypothèses ont été avancées:
- De pan, base homonymique pré-indo-européenne (« rocher », « falaise ») et ate-oleum, double suffixe[35],[36].
- Une interprétation plus poétique avait été faite à la fin du XXe siècle: de pan (pain) et sol (soleil). Cette idée, peu sûre, a néanmoins donné son nom au club du 3e âge de la commune, Pain et Soleil.
- De palatolium (« petit palais»)[37],[38]. Cette étymologie est à rapprocher de celle de la ville voisine du Palais-sur-Vienne[32].

### Langue régionale
Ce nom a donné Panasòu en limousin, dialecte de la langue occitane.

## Blasonnement
|  | Les armoiries de Panazol se blasonnent ainsi : De gueules à la lettre capitale P d'argent, au chef d'argent chargé de quatre mouchetures d'hermine de sable. |

il manque, comme cité ci-dessus, les massottes sur le blason.

## Politique et administration

### Liste des maires
| Période                                  | Période              | Identité        | Étiquette    | Qualité |
| ---------------------------------------- | -------------------- | --------------- | ------------ | --- |
| 1941                                     | 1944                 | Pierre Faye     |              | Installé par le régime de Vichy |
| 1944                                     | mars 1977            | Pierre Guillot  | SFIO puis PS | |
| mars 1977                                | mai 1979 (démission) | Louisette Boyer | PS           | |
| mai 1979                                 | mars 1989            | René Demarty    | PS           | Retraité de la gendarmerie |
| mars 1989                                | mars 2008            | Bernard Delage  | PS           | Professeur Conseiller général du canton de Limoges-Panazol (1992 → 2010) Vice-président du conseil général de la Haute-Vienne (1998 → 2010) |
| mars 2008                                | juillet 2020         | Jean-Paul Duret | DVG          | Cadre 4e vice-président puis président de Limoges Métropole                                                                                 |
| juillet 2020                             | En cours             | Fabien Doucet   | LR           | Cadre dirigeant BTP |
| Les données manquantes sont à compléter. |                      |                 |              | |

La mairie est installée depuis 1969 dans le château de la Beausserie et son étang, propriété de la commune depuis 1961, entourée d'un grand parc arboré.
Apanage de la gauche socialiste locale, Panazol a traversé une petite crise politique en 2008, marquée par le maintien d'une liste dissidente de gauche, qui remporte d'ailleurs le scrutin, et par la présence inédite d'une liste de droite, qui rafle trois sièges,. Lors des élections de 2020, la ville bascule en élisant un maire Les Républicains, Fabien Doucet, à la tête d'une liste de rassemblement de la droite et du centre.

Logo de la commune avant 2009.
Logo de la commune de 2009 au 15 janvier 2022[44].
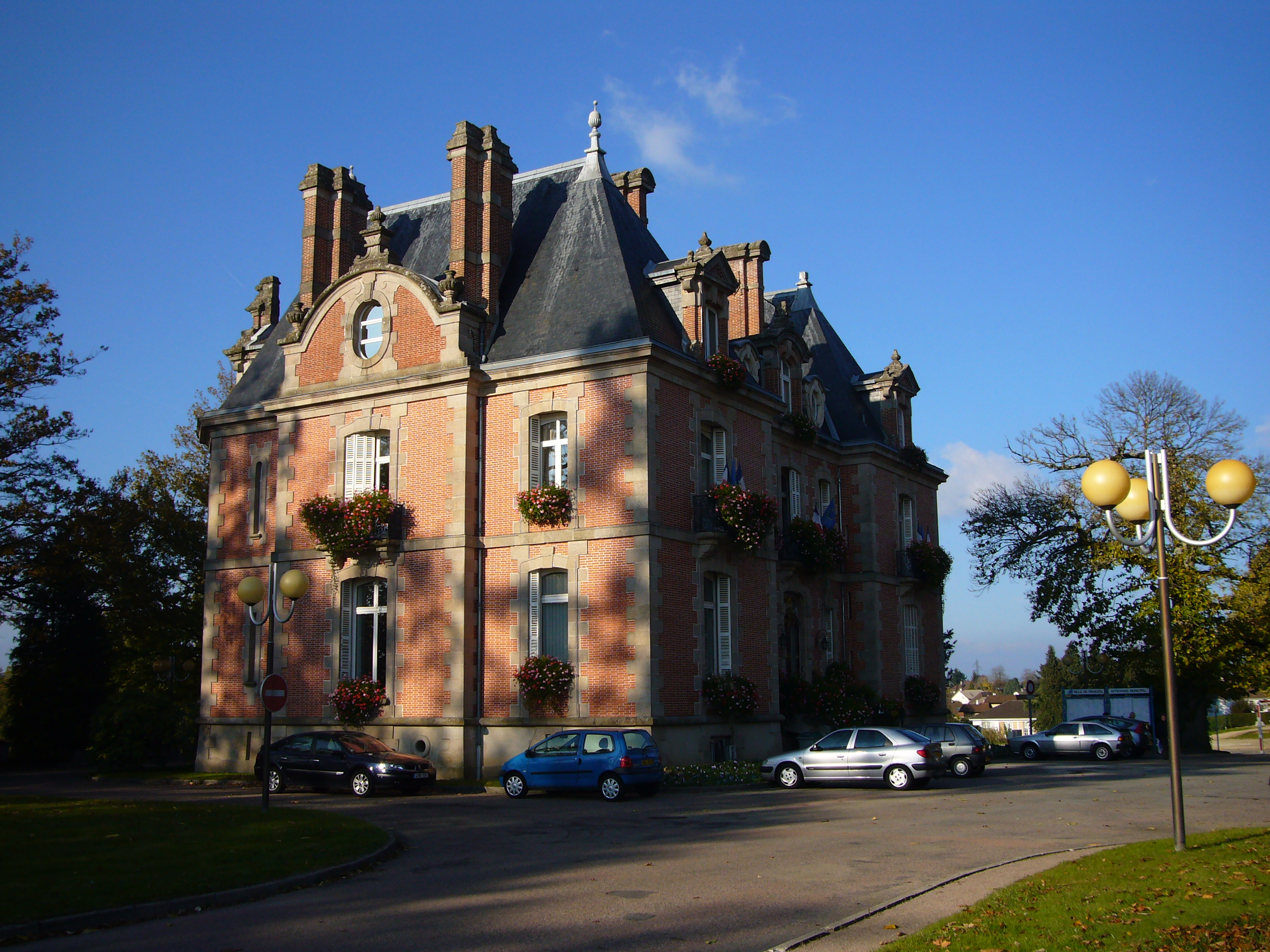
La mairie, installée dans le château de la Beausserie.

## Population et société

### Démographie

#### Évolution démographique
L'évolution du nombre d'habitants est connue à travers les recensements de la population effectués dans la commune depuis 1793. Pour les communes de plus de 10 000 habitants les recensements ont lieu chaque année à la suite d'une enquête par sondage auprès d'un échantillon d'adresses représentant 8 % de leurs logements, contrairement aux autres communes qui ont un recensement réel tous les cinq ans,.

En 2022, la commune comptait 11 207 habitants, en évolution de +2,04 % par rapport à 2016 (Haute-Vienne : −0,68 %, France hors Mayotte : +2,11 %).
| 1793 | 1800 | 1806 | 1821 | 1831  | 1836  | 1841  | 1846  | 1851  |
| ---- | ---- | ---- | ---- | ----- | ----- | ----- | ----- | ----- |
| 943  | 520  | 651  | 890  | 1 029 | 1 062 | 1 104 | 1 207 | 1 316 |

| 1856  | 1861  | 1866  | 1872  | 1876  | 1881  | 1886  | 1891  | 1896  |
| ----- | ----- | ----- | ----- | ----- | ----- | ----- | ----- | ----- |
| 1 436 | 1 363 | 1 422 | 1 448 | 1 606 | 1 632 | 1 675 | 1 607 | 1 662 |

| 1901  | 1906  | 1911  | 1921  | 1926  | 1931  | 1936  | 1946  | 1954  |
| ----- | ----- | ----- | ----- | ----- | ----- | ----- | ----- | ----- |
| 1 692 | 1 721 | 1 634 | 1 537 | 1 688 | 1 811 | 1 935 | 2 125 | 2 300 |

| 1962  | 1968  | 1975  | 1982  | 1990  | 1999  | 2006   | 2011   | 2016   |
| ----- | ----- | ----- | ----- | ----- | ----- | ------ | ------ | ------ |
| 2 791 | 3 309 | 5 261 | 7 269 | 8 553 | 9 731 | 10 031 | 10 417 | 10 983 |

| 2021   | 2022   | - | - | - | - | - | - | - |
| ------ | ------ | - | - | - | - | - | - | - |
| 11 064 | 11 207 | - | - | - | - | - | - | - |

La commune de Panazol connaît depuis le milieu du XXe siècle une forte croissance démographique, qui s'explique par une progression du dynamisme économique, la proximité de la capitale régionale et de la campagne, la construction de nouveaux logements et de nouveaux équipements, et peut-être aussi la mise en valeur des attraits historiques, avec la récente restructuration du centre-bourg.
Ainsi, en quarante ans, la population communale a plus que triplé, et approche désormais de celle de Saint-Junien. Cette hausse de la population se ressent aussi dans la densité de population, passée de 165 habitants/km² en 1968, à 502,5 en 2007.

#### Pyramide des âges
La population de la commune est relativement âgée.
En 2018, le taux de personnes d'un âge inférieur à 30 ans s'élève à 27,5 %, soit en dessous de la moyenne départementale (32,0 %). À l'inverse, le taux de personnes d'âge supérieur à 60 ans est de 37,4 % la même année, alors qu'il est de 31,4 % au niveau départemental.
En 2018, la commune comptait 4 977 hommes pour 5 997 femmes, soit un taux de 54,65 % de femmes, largement supérieur au taux départemental (52,37 %).
Les pyramides des âges de la commune et du département s'établissent comme suit.
| Hommes | Classe d’âge | Femmes |
| ------ | ------------ | ------ |
| 1,5    | 90 ou +      | 4,1    |
| 11,4   | 75-89 ans    | 14,4   |
| 21,5   | 60-74 ans    | 21,3   |
| 21,0   | 45-59 ans    | 20,5   |
| 14,3   | 30-44 ans    | 14,6   |
| 13,9   | 15-29 ans    | 11,5   |
| 16,6   | 0-14 ans     | 13,5   |

| Hommes | Classe d’âge | Femmes |
| ------ | ------------ | ------ |
| 1,1    | 90 ou +      | 2,7    |
| 8,9    | 75-89 ans    | 11,8   |
| 19,6   | 60-74 ans    | 20,2   |
| 20,2   | 45-59 ans    | 19,3   |
| 16,9   | 30-44 ans    | 15,8   |
| 17,2   | 15-29 ans    | 16,2   |
| 16,1   | 0-14 ans     | 14,1   |

### Santé
La commune possède un EHPAD, la Résidence du Parc, qui accueille 83 résidents répartis sur cinq unités de vie, dont une spécialement prévue pour les personnes atteintes de la maladie d'Alzheimer ou maladies proches.
L'hôpital Chastaingt, un des cinq hôpitaux composant le CHRU de Limoges, est également un EHPAD, situé à cheval sur la limite administrative entre Panazol et Limoges, mais dont l'adresse est à Limoges. Sa capacité est de 358 lits.

## Lieux et monuments

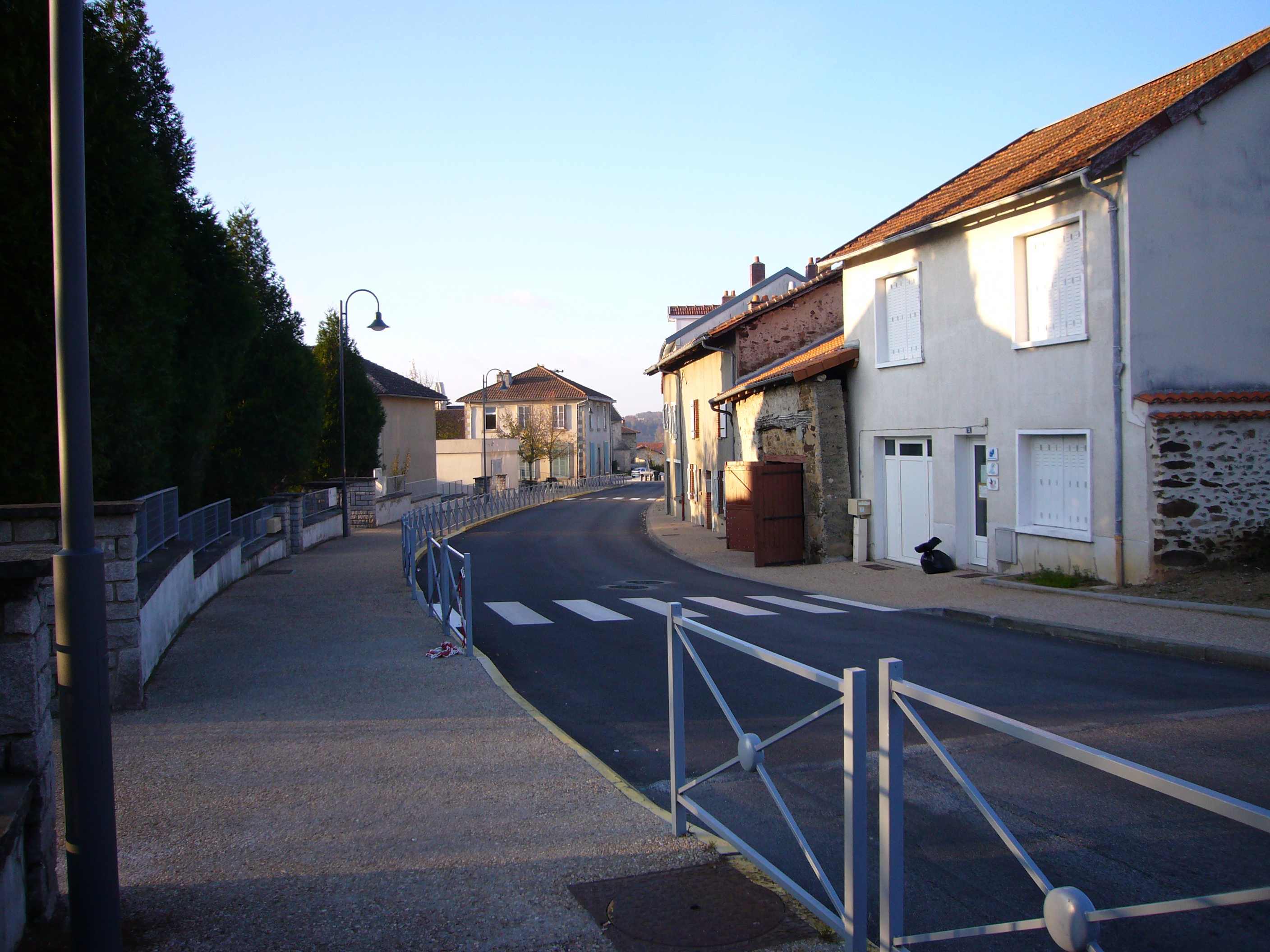
La rue Turgot. À gauche, l'école élémentaire.

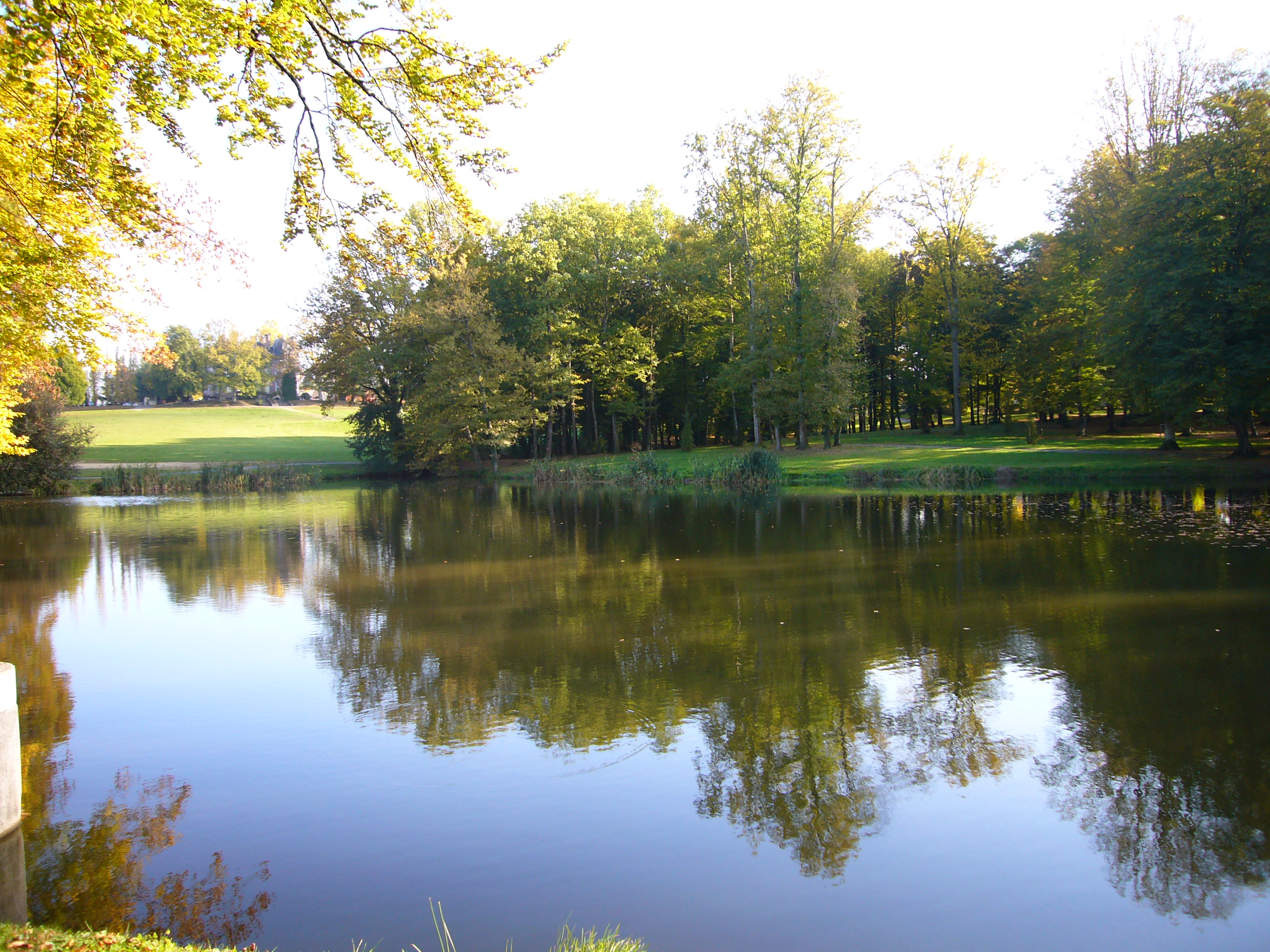
Le parc et l'étang de la Beausserie.

### Châteaux et demeures
- Église Saint-Pierre-ès-Liens de Panazol. Elle est inscrite à l'Inventaire général du patrimoine culturel[52].
- Le château de la Rue sur la RD 941 en direction de Saint-Léonard de Noblat (propriété privée)
- Le château de la Quintaine (XVe siècle) situé au nord-est de la ville, fait l’objet d’un classement au titre des monuments historiques depuis le 22 décembre 1986.
- La villa Dieudonné, à Fargeas, de style art nouveau, réalisée par l'architecte Jean-Baptiste Blanc (architecte du Théâtre de l'Union situé à Limoges, notamment) (propriété privée)
- Le château de Morpiénas, dont le bâtiment principal a été détruit, et dont il ne reste que des dépendances
- Le chateau de Proximart (propriété privée)
- Le chateau du Buisson (propriété privée)
- La maison Bontemps, réalisée par Jean Renaudie en 1957[53].
- La ferme du Bois des Biches
- Le château de la Beausserie (construit vers 1860), ancienne propriété de la famille Guybert de la Beausserie, aujourd'hui mairie.

### Sites religieux
L'église Saint-Pierre-ès-Liens est l'église paroissiale de Panazol. Certains murs auraient été édifiés au XIe siècle, mais l'édifice date globalement des XIIIe siècle et XVe siècle.
Le chevet a été refait au XVe siècle, en même temps que la construction d'une première chapelle latérale. Une seconde est construite au début du XVIe siècle, et une troisième entre 1867 et 1881. Restaurée à deux reprises, au XIXe siècle et en 1988, l'église détient la particularité d'avoir, dans son appentis réalisé en 1932, des colonnes et pierres moulurées provenant de l'ancienne abbaye des bénédictins de Limoges qui a donné son nom à la gare des Bénédictins.
Si son apparence est peu remarquable, tant du point de vue architectural que sur le plan strictement visuel, l'église de Panazol reste sans nul doute un des plus vieux édifices de la commune et un point de repère dans la géographie locale, par sa situation au centre du vieux bourg.

### Espaces verts et chemins
Par sa position de tampon entre l'espace urbanisé de la ville de Limoges et la campagne qui se développe à l'Est de la commune, bien que grignoté par l'urbanisation croissante, le territoire de Panazol conserve de nombreux espaces naturels, partagés entre bois, forêts et zones agricoles, qui recouvrent 55 % de la superficie communale.
La vallée de l'Auzette, limite Sud de la commune, a été aménagée d'aval en amont depuis sa confluence avec la Vienne, à Limoges, jusqu'au parc des sports de Morpiénas, ce qui en fait, telle une coulée verte, un des plus grands parcs publics de la ville. Plusieurs sentiers de promenade permettent ensuite de suivre de près ou de loin le cours du ruisseau, notamment près de l'étang de Cordelas, bien qu'étang privé, où la pêche est réglementée par des panneaux d'informations.
La communauté d'agglomération Limoges Métropole a encouragé l'aménagement des berges de la Vienne, sur le territoire de la commune de Panazol, permettant de relier Le Palais-sur-Vienne à Limoges via la rive gauche de la rivière. Par ailleurs, le passage du GR 654 (Namur - Montréal-du-Gers) permet de raccorder les vallées de l'Auzette et de la Vienne via le bourg de Panazol. La municipalité de Panazol propose aussi des randonnées (Bords d'Auzette, Cordelas, Courbiat, Bois du Puy Moulinier…).
La zone urbanisée de Panazol concentre quelques espaces verts publics, dont le principal est le parc du chateau-mairie de la Beausserie, construit entre 1859 et 1861.

#### Sites protégés
La commune de Panazol abrite conjointement avec la commune voisine de Saint-Just-le-Martel une ZNIEFF de type 1, « Ruisseau de l'Auzette à l'amont de l'étang de Cordelas », d'une surface totale de 73 hectares, réglementation appliquée en particulier en raison des caches pour la faune constituées par les sous-berges fragiles et la végétation aquatique rivulaire, notamment pour d'importantes populations d'écrevisses à pattes blanches.

### Cimetières
- Le cimetière ancien en haut de la rue Turgot et rue Charles Baudelaire.
- Le cimetière paysager de la Longe, inauguré en 2004.

### Autres sites
- L'ancienne minoterie de Cordelas abandonnée, sous la digue de l'étang.

## Économie
Panazol possède de nombreux commerces de proximité dont plusieurs café-restaurants, un supermarché Casino, un Intermarché, une boulangerie, un taxidermiste, une boucherie-charcuterie…

### Agriculture
Autrefois prenant une part importante dans l'économie communale, comme dans tous les villages ruraux, notamment avec la culture de la vigne, l'agriculture a considérablement laissé de la place aux services. En 1988, elle représente 1,2 % de la population active, mais 3,4 % en 2008.

### Industrie
Le secteur secondaire représente 17,3 % de la population active en 2008, principalement répartis entre la sous-traitance liée à la porcelaine, fabrication de caisses d'emballage pour transport et expéditions, bien plus dynamique dans les années 1950/70 et entreprises de maçonnerie, menuiserie, charpente…

### Services
L'emploi dans les services représente 79,3 % de la population active en 2008.

### Zones d'activités
La commune de Panazol possède trois zones d'activités économiques sur son territoire. La zone du Prouet, située sur les bords de Vienne, en face du quartier limougeaud du Puy-Imbert ; la zone Pierre-Cot, au Sud, entre Fargeas et Morpiénas, et la zone Martin-Nadaud, au Sud-Est, sur la route de Feytiat. Nombre d'entreprises (elles sont 60) de ces trois zones se sont regroupées en une association, l'association des entreprises de Panazol (AEP).

## Personnalités liées à la commune
- Panazol est le titre d'une comédie d'Edmond Gondinet, né à Laurière (1828 – 1888), et qui a passé une grande partie de son enfance à Limoges, son père y étant directeur de l'administration des Domaines.
- Théo Sarapo, né en 1936, mourut des suites d'un accident de voiture avec sa DS 19, sur la RN 141 à la sortie de Panazol route de Clermont-Ferrand, le long des anciens platanes le 28 août 1970. Dernier mari d'Édith Piaf, il l'avait épousée un an avant la mort de la chanteuse, en 1963.
- L'avion du général Weygand, ministre du gouvernement de Vichy, s'écrasa sur la commune le 6 septembre 1940. Le général ne fut que légèrement blessé[60],[61].
- La municipalité a reçu à différentes reprises des personnalités politiques influentes : Panazol accueillit Léon Blum, président du Conseil, le 16 mai 1937[57], et reçut le 10 juillet 1949 la visite de Jules Moch, ministre de l'Intérieur, à l'occasion de la fête champêtre de la fédération socialiste de Haute-Vienne[60].
- Pierre Bermondet (voir L'affaire de la main coupée).
- André Dexet (oc), dit Panazô, écrivain en occitan limousin.
- Marcel Guitard (1929-1994), mort à Panazol, coureur cycliste professionnel ayant terminé 2 Tours de France.
- Jean-Pierre Guitard, né à Panazol en 1948, coureur cycliste professionnel ayant notamment terminé deux Tours d'Espagne.
- Théophile Caussé (né en 1992), handballeur professionnel.

## Jumelages
Panazol est jumelée depuis 1992 avec Picanya et parrainée avec la ville roumaine de Tirgu Neamt.
- Picanya (Espagne).
- Markt Erlbach (Allemagne)
- Diofior (Sénégal), parrainage.

## Transports

### Transports en commun
La commune est desservie par la ligne de trolleybus 1 et les lignes d' autobus D1 19 34 et 61 des transports en commun de Limoges. Le projet de BHNS de la Communauté Urbaine de Limoges Métropole desservira Panazol vers 2023, l'emplacement précis du terminus fait l'objet d'études complémentaires.
Panazol est également desservie par les autocars de la ligne 9 du réseau TER Nouvelle-Aquitaine, qui relie Limoges à Felletin, en Creuse, via Saint-Léonard-de-Noblat, Bourganeuf et Aubusson. Les véhicules s'arrêtent à l'arrêt de la STCL de l'avenue Léon-Blum. En revanche, aucune ligne du réseau départemental Haute-Vienne en car ne dessert la commune.

### Desserte autoroutière
L'A20 (dite l'Occitane) traverse le territoire communal dans son extrémité occidentale au fond d'une tranchée qui sépare d'ailleurs le quartier de Soudanas du reste de la commune de Panazol. L'autoroute A20 dessert la cité panazolaise grâce à l'échangeur partiel no 34, toutefois situé sur la commune de Limoges.

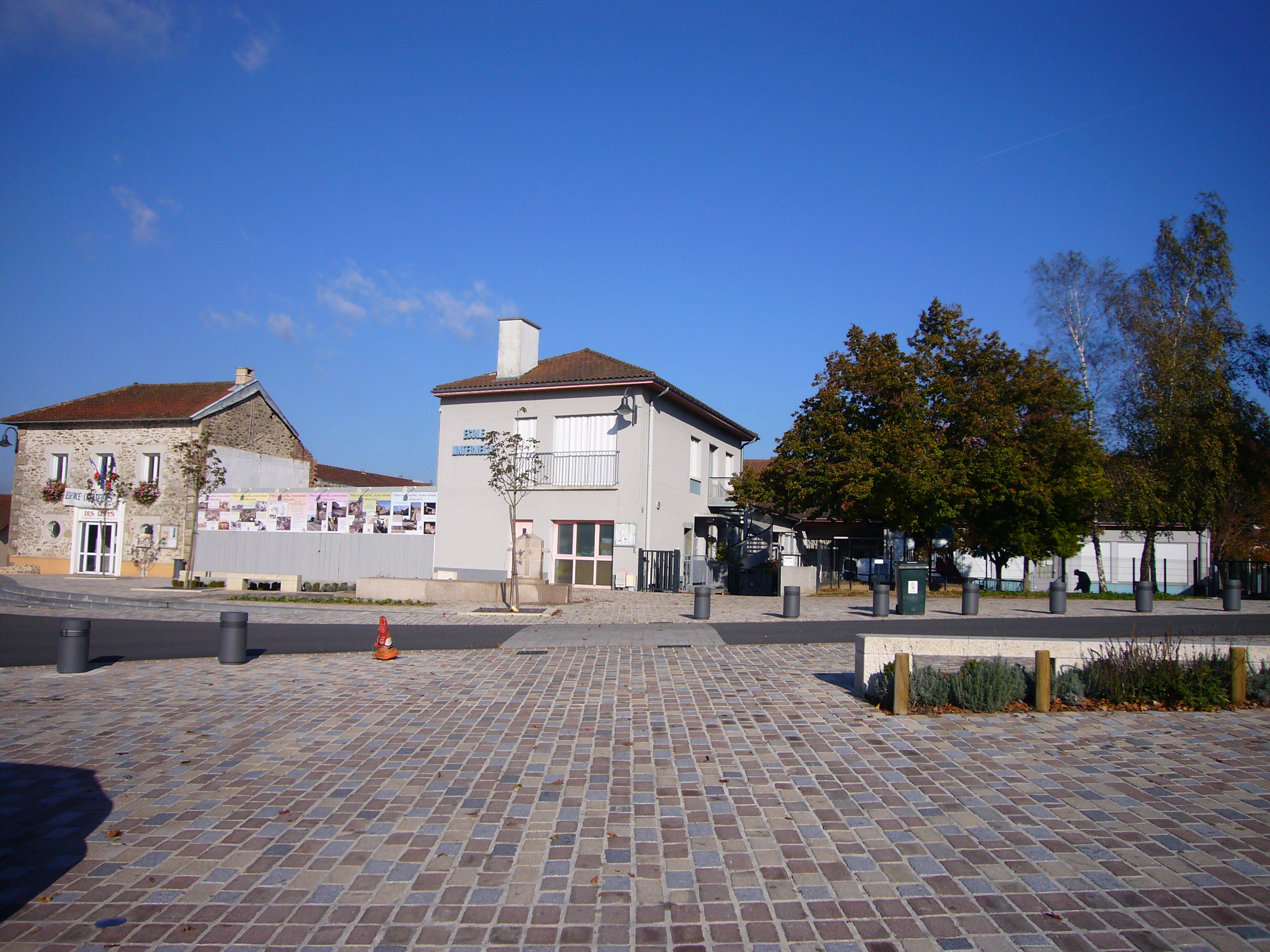
L'école maternelle Pauline Kergomard et la place de la République.

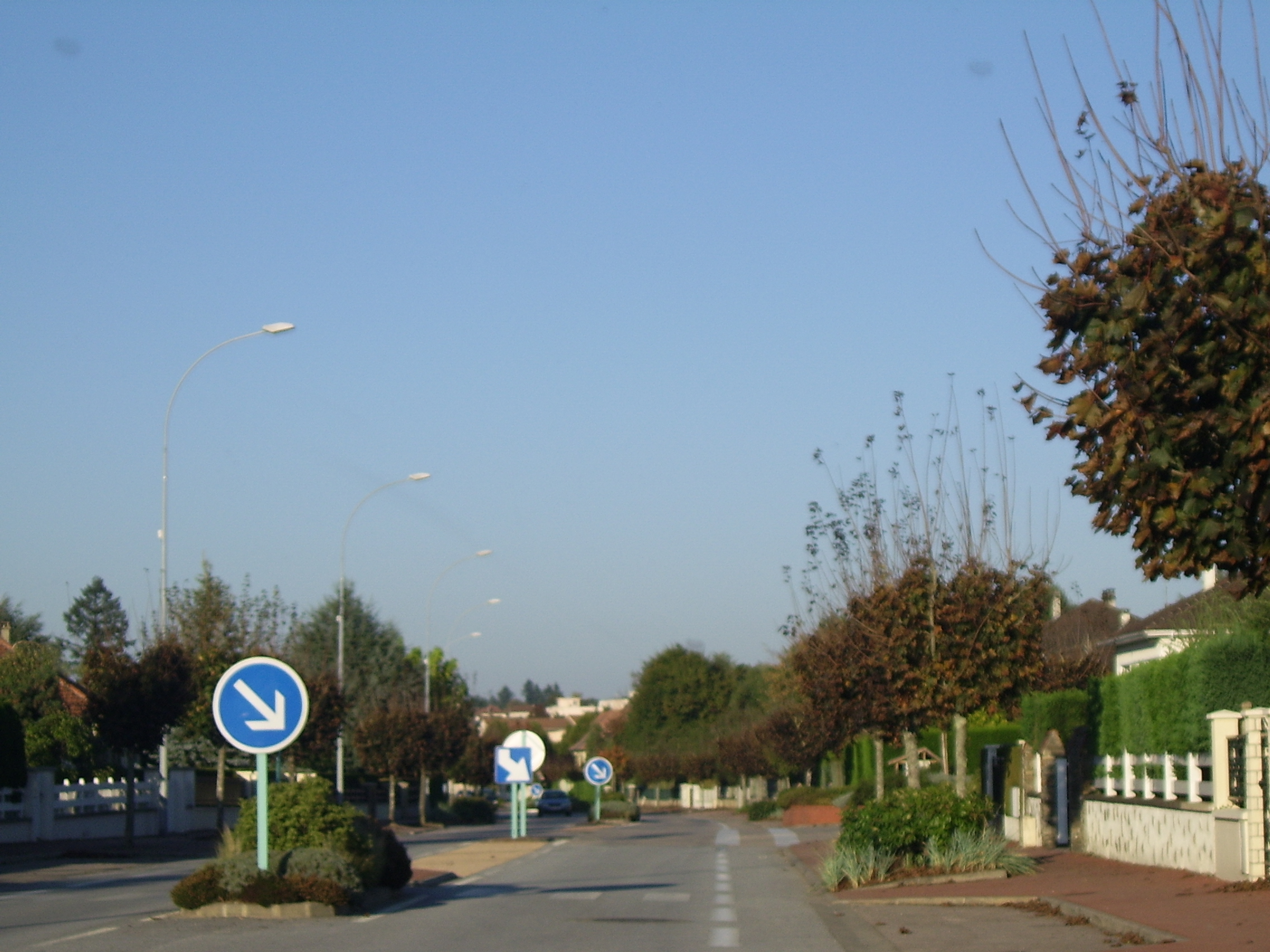
L'avenue du Général-de-Gaulle à Panazol.

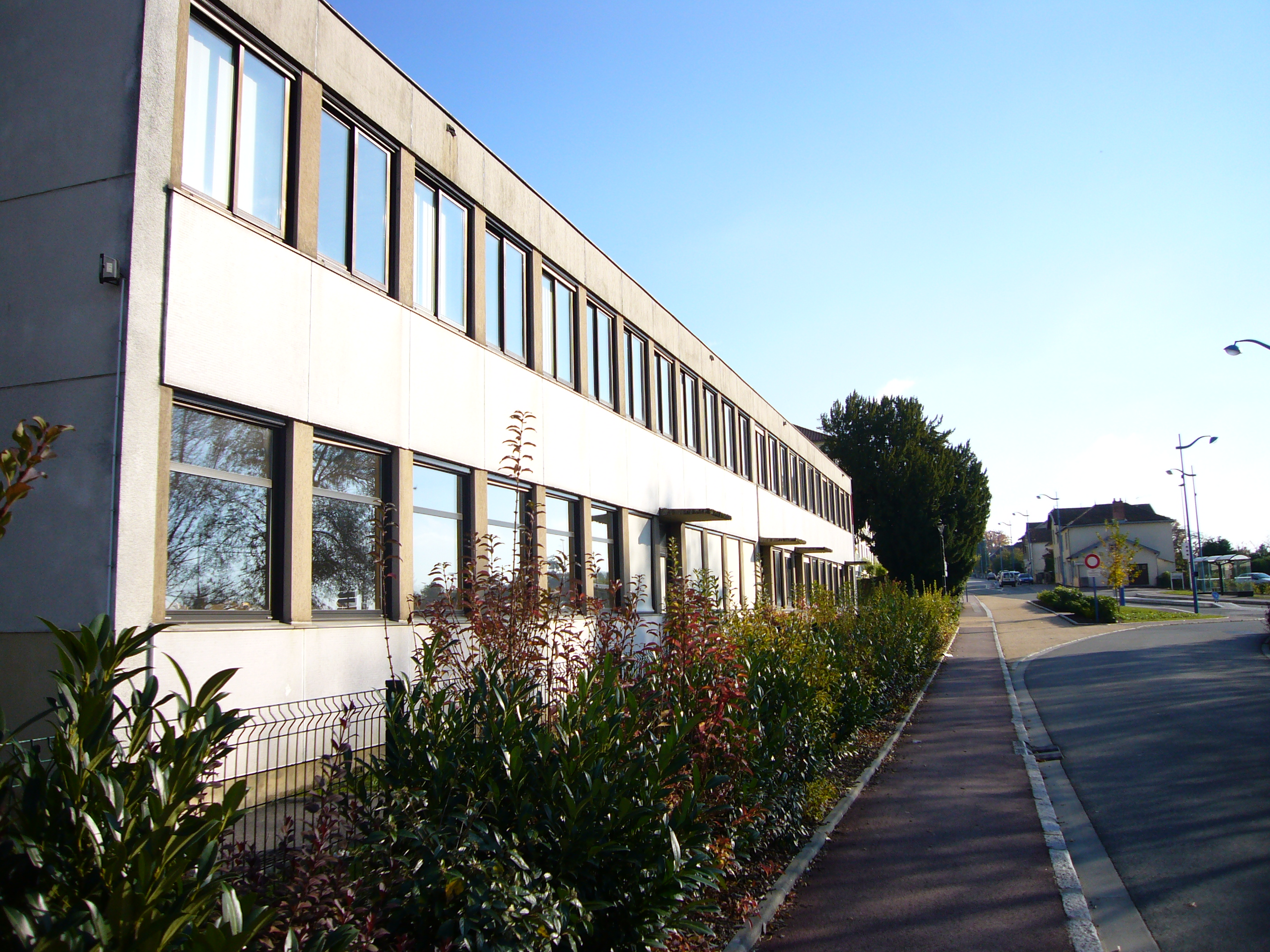
L'école élémentaire Turgot-Jaurès et l'avenue Jean-Jaurès.

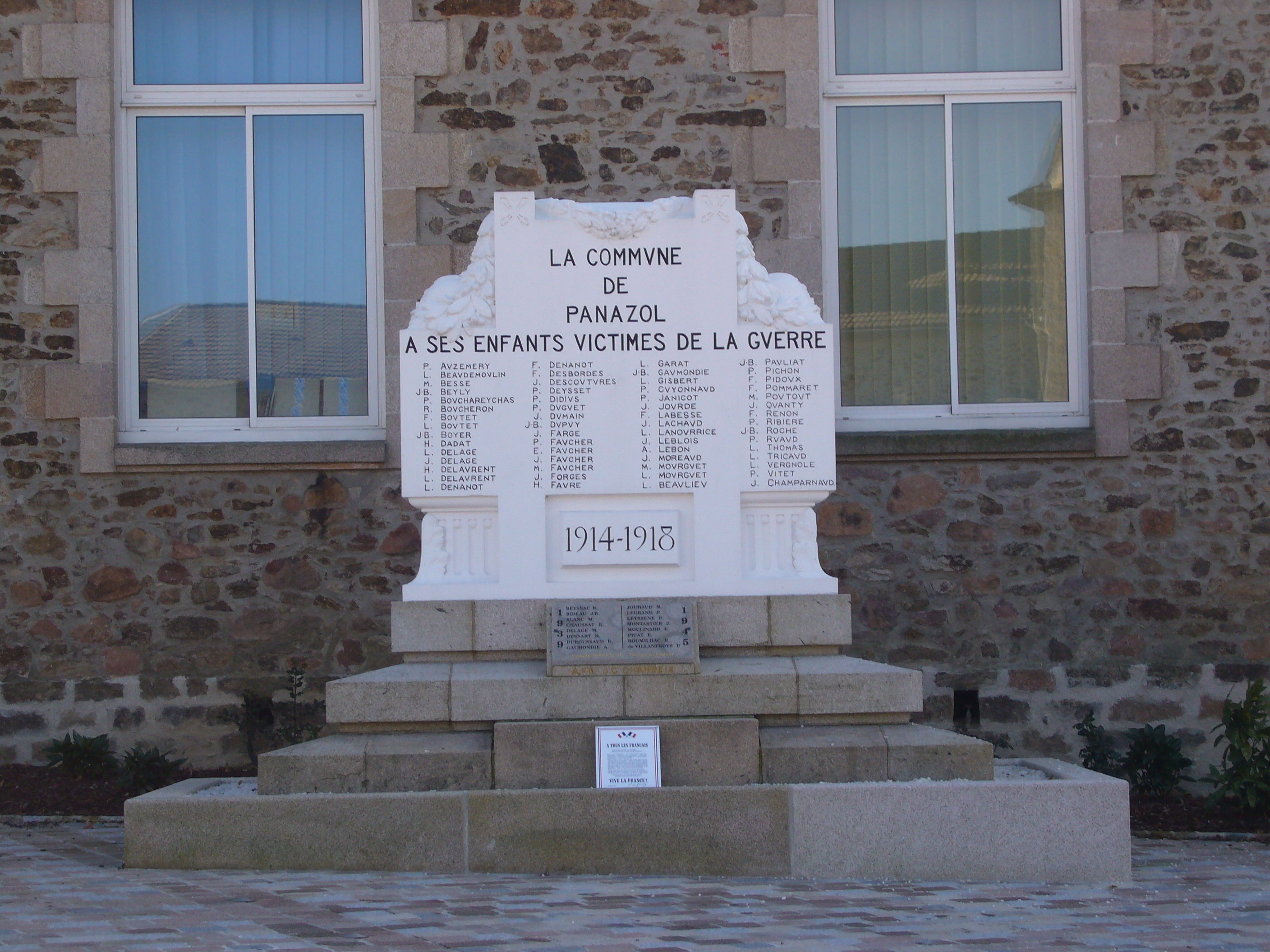
Le monument aux morts.

### Desserte routière
La ville de Panazol est traversée de part en part, dans l'axe Ouest-Est, par la RD 941, ancienne RN 141, qui permet de relier Limoges à Clermont-Ferrand via Aubusson, trajet privilégié pour joindre les deux capitales régionales avant l'ouverture de l'autoroute A89 entre Tulle et Volvic.
Outre cet axe majeur, aujourd'hui départementalisé, la commune de Panazol est traversée par deux routes départementales de taille plus modeste : la RD 224, qui permet de relier le centre du bourg à Limoges via Soudanas, parallèlement à la D 941 ; la D 140, qui rejoint Le Palais-sur-Vienne. Des routes communales font office de lien vers les autres communes avoisinantes (Crézin et Feytiat vers le Sud, Saint-Just-le-Martel vers l'Est).

## Éducation et culture

### Sites culturels
- Centre municipal Jean-Cocteau
- Conservatoire municipal de musique et de danse
- Espace jeunes - l’Évasion
- Médiathèque municipale

Un nouveau centre culturel est en construction, son inauguration est prévue courant 2020.

### Écoles
- Écoles maternelles Pauline-Kergomard (inaugurée en 1975[60].) et Henri-Wallon
- Groupe scolaire Turgot face à l'église, ancienne mairie et première école communale avec agrandissement sur l'avenue Jean-Jaurès.

Malgré son importance relative, la commune ne possède pas de collège ; les élèves doivent se rendre au collège Léon-Blum de Limoges. Les lycées de rattachement sont le lycée Gay-Lussac et le lycée Raoul-Dautry à Limoges.

## Sports, animations et loisirs
Le centre d'animation communale de Panazol (CAC) est un centre social agréé créé en 1986, proposant des services et loisirs à la population panazolaise, dirigé conjointement par des salariés et des bénévoles. Il organise notamment le festival de jeux "Panazol joue" ou encore deux bourses aux vêtements, deux bals pour les enfants... chaque année.

### Vie associative et citoyenne
La municipalité a mis en place en 1991 un conseil municipal d'enfants, renouvelé tous les ans par tiers.
L'association Pana-Loisirs regroupe diverses activités sportives et de loisirs, à savoir :
- Athlétisme
- Cyclotourisme - VTT
- Gym'Form
- Handball
- Handisport
- Judo - jiu jitsu
- Modern'Danse
- Pétanque
- Philatélie - cartophilie
- Randonnée
- Retraite sportive
- Tennis de table
- Yoga
- Zumba

### Installations sportives
- Skate-park
- Stade "Fernand-Valière" qui était jadis le terrain de l' "Espérance sportive de Panazol", ancien club amateur de football aujourd'hui disparu.
- Stade de Morpiénas
- Gymnase Joseph-Guillemot et Morpiénas
- Salle Boris-Vian
- Terrains de tennis de l'Académie
- Golf de la Porcelaine à Célicroux

### Manifestations
- Le marché du dimanche matin est l'un des plus fréquentés et des plus importants de la région.
- « Quand le fil s'en mêle », broderie et couture
- « Frairie des Massottes », fête foraine, feu d'artifice et retraite aux flambeaux, fin juin
- La Limousine André Dufraisse, course cycliste amateur, premier samedi de juin
- Randonnée nature des Massottes, randonnée pédestre et VTT en septembre
- « Panazol Joue », jeux et animations, organisé par le CAC de Panazol.
- Vide-grenier et marché aux fleurs le 1er dimanche de mai, organisé par l'association Panazol Fleurs Et Nature[64]
- Animations organisées par les amicales de quartiers
- Salon du Papier de Collection
- Un Monde tous ensemble, organisé par le CAC de Panazol.
- La fête des Lumières, en décembre
- Les Multiples Talents, organisé par le CAC de Panazol, expositions d'artistes amateurs et professionnels de Panazol